# Nick DeCaro
Nick DeCaro (nacido como Nicholas Joseph De Caro, 23 de junio de 1938 – 4 de marzo de 1992) fue un músico, arreglista, productor discográfico y compositor estadounidense. Durante su carrera, DeCaro colaboró en más de 380 álbumes y trabajó con artistas como Dolly Parton, Randy Newman, Helen Reddy, Barbra Streisand, Johnny Cash, the Rolling Stones, Arlo Guthrie y the Doobie Brothers. DeCaro también ha participado en más de 70 álbumes para artistas y álbumes ganadores del premios Grammy.

## Biografía
La carrera musical de DeCaro comenzó con su hermano Frank cuando era adolescente, haciendo giras con la USO, actuando en concursos de talentos locales y presentando un programa de radio en la estación de Cleveland WJW. A fines de la década de 1950, el dúo se expandió para incluir a Bill Krempasky en el bajo y al futuro productor discográfico Tommy LiPuma en el saxofón para formar Mello D's. Fue a través de LiPuma que los DeCaro eventualmente se involucraron con Liberty Records en Los Ángeles, y Nick DeCaro comenzó su exitosa carrera como productor y arreglista.
A lo largo de la década de 1970 y 1980, DeCaro produjo y arregló temas para artistas de Liberty Records, A&M y Warner/Reprise, entre ellos Andy Williams, Randy Newman, James Taylor, Gordon Lightfoot, Neil Diamond, George Benson, Dolly Parton, Barbra Streisand y Rickie Lee Jones. A lo largo de los años, DeCaro también grabó temas para Prince, Arlo Guthrie, the Rolling Stones, Randy Newman, Neil Diamond, Johnny Cash, Carly Simon, Dolly Parton, Glenn Frey y muchos más, tocando el acordeón o la concertina.

### Carrera en solitario
En 1969, DeCaro grabó su propio álbum para A&M Records, Happy Heart. La versión de Nick era instrumental y alcanzó el puesto número 22 en la lista Adult Contemporary de Billboard. Andy Williams quería grabarla como una pista vocal y le pidió a DeCaro un arreglo. El arreglo de Nick para Williams era casi idéntico a su instrumental. La versión de Williams se convirtió en un éxito número uno en la lista Adult Contemporary en 1969. Su primer álbum en solitario, Italian Graffiti, fue publicado en abril de 1974 por Blue Thumb Records. Italian Graffiti influyó al cantante japonés de city pop Tatsurō Yamashita; el nombre de Nick DeCaro estaba en la lista de posibles arreglistas para el primer álbum en solitario de Tatsuro, Circus Town, en 1976, pero no se hizo realidad debido a la falta de contacto. En 1990, DeCaro publicó Love Storm, una colección de canciones, escritas principalmente por Yamashita; aunque este álbum no fue una colaboración, las canciones fueron sugeridas por el propio Yamashita.

## Discografía

### Álbumes de estudio
- Happy Heart (1969, A&M)
- Italian Graffiti (1974, Blue Thumb)
- Love Storm (1990, Invitation)
- Private Ocean (1991, Roux)